# ترینیتی (تگزاس)
ترینیتی، تگزاس(به انگلیسی: Trinity, Texas) شهری در ایالت تگزاس از ایالات جنوبی ایالات متحده آمریکا است. در سرشماری سال ۲۰۰۰، جمعیت این شهر ۲۷۲۱ نفر اعلام شد.